# Lord-lieutenant du Merseyside
L'office du Lord Lieutenant du Merseyside a été créée le 1er avril 1974, reprenant quelques devoirs du Lord Lieutenant du Lancashire et Lord Lieutenant du Cheshire.
| No. | Lord Lieutenant         | De               | Jusqu'à |
| --- | ----------------------- | ---------------- | ------- |
| 1   | Douglas Crawford        | 1er avril 1974   |         |
| 2   | Kenneth Stoddart        | 1979             | 1989    |
| 3   | Henry Egerton Cotton    | 5 juin 1989      | 1992    |
| 4   | Alan William Waterworth | 22 novembre 1993 | 2006    |
| 5   | Lorna Muirhead          | 11 octobre 2006  | présent |